# Taylor Harwood-Bellis
Taylor Jay Harwood-Bellis (sinh ngày 30 tháng 1 năm 2002) là một cầu thủ bóng đá chuyên nghiệp người Anh thi đấu ở vị trí trung vệ cho câu lạc bộ Southampton.

## Danh hiệu
Burnley
- EFL Championship: 2022–23[2]